# Keni Doidoi
Keni Doidoi (26 de noviembre de 1976) es un exfutbolista fiyiano que jugaba como mediocampista.

## Carrera
Desde el comienzo, en 1997, hasta el final de su carrera, en 2012, jugó en el Ba FC.

### Clubes
| Club                    | País | Año         |
| ----------------------- | ---- | ----------- |
| Ba Football Association | Fiyi | 1997 - 2012 |

### Selección nacional
Disputó la Copa de las Naciones de la OFC 2012 en representación de Fiyi.